# آبشار تریپل
آبشار تریپل (به انگلیسی: Triple Falls) آبشاری است که در کارولینای شمالی واقع شده و ارتفاع کلی ریزشگاه آن ۱۲۵ فوت (۳۸ متر) است.